# Coupe du monde de gymnastique rythmique 2012
Navigation
Édition précédente Édition suivante
La coupe du monde de gymnastique rythmique 2012 se déroule du 16 mars 2012 au 15 juillet 2012. Celle-ci est composée de 7 manches au lieu de 8 car la manche devant se dérouler à Portimao au Portugal a été annulée.

## Classement concours général
| Rang | Nom              | Points |
| ---- | ---------------- | ------ |
| 1    | Evgeniya Kanaeva | 115    |
| 2    | Daria Dmitrieva  | 140    |
| 3    | Daria Kondakova  | 100    |
| 4    | Silviya Miteva   | 77     |
| 5    | Neta Rivkin      | 72     |

| Rang | Nom         | Points |
| ---- | ----------- | ------ |
| 1    | Russie      | 135    |
| 2    | Italie      | 115    |
| 3    | Biélorussie | 110    |
| 4    | Israël      | 84     |
| 5    | Japon       | 75     |

## Classement par appareils
| Rang | Nom                | Points |
| ---- | ------------------ | ------ |
| 1    | Daria Dmitrieva    | 140    |
| 2    | Evgeniya Kanaeva   | 106    |
| 3    | Son Yeon-jae       | 99     |
| 4    | Liubou Charkashyna | 86     |
| 5    | Anna Alyabyeva     | 85     |

| Rang | Nom                | Points |
| ---- | ------------------ | ------ |
| 1    | Evgeniya Kanaeva   | 140    |
| 2    | Daria Dmitrieva    | 106    |
| 3    | Daria Kondakova    | 105    |
| 4    | Ganna Rizatdinova  | 99     |
| 5    | Liubou Charkashyna | 95     |

| Rang | Nom                 | Points |
| ---- | ------------------- | ------ |
| 1    | Evgeniya Kanaeva    | 135    |
| 2    | Daria Dmitrieva     | 106    |
| 3    | Daria Kondakova     | 88     |
| 3    | Ganna Rizatdinova   | 88     |
| 5    | Alexandra Merkulova | 85     |
| 5    | Delphine Ledoux     | 85     |

| Rang | Nom                | Points |
| ---- | ------------------ | ------ |
| 1    | Daria Dmitrieva    | 150    |
| 2    | Liubou Charkashyna | 105    |
| 3    | Evgeniya Kanaeva   | 100    |
| 4    | Daria Kondakova    | 91     |
| 5    | Silviya Miteva     | 90     |

## Classement par groupes
| Rang | Nom         | Points |
| ---- | ----------- | ------ |
| 1    | Russie      | 140    |
| 2    | Biélorussie | 120    |
| 3    | Italie      | 105    |
| 4    | Japon       | 81     |
| 5    | Biélorussie | 75     |

| Rang | Nom         | Points |
| ---- | ----------- | ------ |
| 1    | Russie      | 122    |
| 2    | Biélorussie | 120    |
| 3    | Italie      | 115    |
| 4    | Ukraine     | 86     |
| 5    | Japon       | 78     |

## Calendrier
| Date                               | Lieu             | Épreuve                                | Vainqueur           | Second              | Troisième          |
| ---------------------------------- | ---------------- | -------------------------------------- | ------------------- | ------------------- | ------------------ |
| 16 mars 2012 au 18 mars 2012       | Kiev             | Cerceau                                | Daria Dmitrieva     | Alina Maksymenko    | Ganna Rizatdinova  |
| 16 mars 2012 au 18 mars 2012       | Kiev             | Ballon                                 | Alina Maksymenko    | Ganna Rizatdinova   | Margarita Mamun    |
| 16 mars 2012 au 18 mars 2012       | Kiev             | Massues                                | Daria Dmitrieva     | Ganna Rizatdinova   | Margarita Mamun    |
| 16 mars 2012 au 18 mars 2012       | Kiev             | Ruban                                  | Daria Dmitrieva     | Silviya Miteva      | Margarita Mamun    |
| 16 mars 2012 au 18 mars 2012       | Kiev             | Concours général individuel            | Daria Dmitrieva     | Alina Maksymenko    | Ganna Rizatdinova  |
| 16 mars 2012 au 18 mars 2012       | Kiev             | 5 ballons                              | Biélorussie         | Bulgarie            | Italie             |
| 16 mars 2012 au 18 mars 2012       | Kiev             | 3 rubans + 2 cerceaux                  | Biélorussie         | Ukraine             | Italie             |
| 16 mars 2012 au 18 mars 2012       | Kiev             | Concours général en groupes            | Italie              | Biélorussie         | Bulgarie           |
| 13 avril 2012 au 15 avril 2012     | Pesaro           | Cerceau                                | Evgeniya Kanaeva    | Daria Dmitrieva     | Daria Kondakova    |
| 13 avril 2012 au 15 avril 2012     | Pesaro           | Ballon                                 | Evgeniya Kanaeva    | Daria Dmitrieva     | Daria Kondakova    |
| 13 avril 2012 au 15 avril 2012     | Pesaro           | Massues                                | Evgeniya Kanaeva    | Daria Kondakova     | Daria Dmitrieva    |
| 13 avril 2012 au 15 avril 2012     | Pesaro           | Ruban                                  | Daria Dmitrieva     | Daria Kondakova     | Evgeniya Kanaeva   |
| 13 avril 2012 au 15 avril 2012     | Pesaro           | Concours général individuel            | Evgeniya Kanaeva    | Daria Kondakova     | Daria Dmitrieva    |
| 13 avril 2012 au 15 avril 2012     | Pesaro           | 5 ballons                              | Russie              | Italie              | Biélorussie        |
| 13 avril 2012 au 15 avril 2012     | Pesaro           | 3 rubans + 2 cerceaux                  | Italie              | Russie              | Biélorussie        |
| 13 avril 2012 au 15 avril 2012     | Pesaro           | Concours général en groupes            | Russie              | Italie              | Biélorussie        |
| 28 avril 2012 au 29 avril 2012     | Penza            | Cerceau                                | Aliya Garayeva      | Daria Dmitrieva     | Son Yeon-jae       |
| 28 avril 2012 au 29 avril 2012     | Penza            | Ballon                                 | Daria Kondakova     | Anna Alyabyeva      | Daria Dmitrieva    |
| 28 avril 2012 au 29 avril 2012     | Penza            | Massues                                | Daria Dmitrieva     | Daria Kondakova     | Ulyana Trofimova   |
| 28 avril 2012 au 29 avril 2012     | Penza            | Ruban                                  | Daria Dmitrieva     | Daria Kondakova     | Aliya Garayeva     |
| 28 avril 2012 au 29 avril 2012     | Penza            | Concours général individuel            | Daria Kondakova     | Daria Dmitrieva     | Aliya Garayeva     |
| 28 avril 2012 au 29 avril 2012     | Penza            | 5 ballons                              | Russie              | Japon               | Pologne            |
| 28 avril 2012 au 29 avril 2012     | Penza            | 3 rubans + 2 cerceaux                  | Russie              | Japon               | Pologne            |
| 28 avril 2012 au 29 avril 2012     | Penza            | Concours général en groupes            | Russie              | Japon               | Pologne            |
| 5 mai 2012 au 6 mai 2012           | Sofia            | Cerceau                                | Daria Kondakova     | Silviya Miteva      | Daria Dmitrieva    |
| 5 mai 2012 au 6 mai 2012           | Sofia            | Ballon                                 | Evgeniya Kanaeva    | Daria Kondakova     | Ganna Rizatdinova  |
| 5 mai 2012 au 6 mai 2012           | Sofia            | Massues                                | Evgeniya Kanaeva    | Silviya Miteva      | Ganna Rizatdinova  |
| 5 mai 2012 au 6 mai 2012           | Sofia            | Ruban                                  | Evgeniya Kanaeva    | Daria Dmitrieva     | Ganna Rizatdinova  |
| 5 mai 2012 au 6 mai 2012           | Sofia            | Concours général individuel            | Evgeniya Kanaeva    | Daria Kondakova     | Silviya Miteva     |
| 5 mai 2012 au 6 mai 2012           | Sofia            | 5 ballons                              | Bulgarie            | Italie              | Biélorussie        |
| 5 mai 2012 au 6 mai 2012           | Sofia            | 3 rubans + 2 cerceaux                  | Espagne             | Italie              | Biélorussie        |
| 5 mai 2012 au 6 mai 2012           | Sofia            | Concours général en groupes            | Bulgarie            | Italie              | Espagne            |
| 11 mai 2012 au 13 mai 2012         | Corbeil-Essonnes | Cerceau                                | Evgeniya Kanaeva    | Liubou Charkashyna  | Daria Dmitrieva    |
| 11 mai 2012 au 13 mai 2012         | Corbeil-Essonnes | Ballon                                 | Evgeniya Kanaeva    | Liubou Charkashyna  | Aliya Garayeva     |
| 11 mai 2012 au 13 mai 2012         | Corbeil-Essonnes | Massues                                | Alexandra Merkulova | Evgeniya Kanaeva    | Liubou Charkashyna |
| 11 mai 2012 au 13 mai 2012         | Corbeil-Essonnes | Ruban                                  | Alexandra Merkulova | Daria Dmitrieva     | Liubou Charkashyna |
| 11 mai 2012 au 13 mai 2012         | Corbeil-Essonnes | Concours général individuel            | Evgeniya Kanaeva    | Alexandra Merkulova | Daria Dmitrieva    |
| 18 mai 2012 au 20 mai 2012         | Tachkent         | Cerceau                                | Alexandra Merkulova | Liubou Charkashyna  | Anna Alyabyeva     |
| 18 mai 2012 au 20 mai 2012         | Tachkent         | Ballon                                 | Alexandra Merkulova | Aliya Garayeva      | Liubou Charkashyna |
| 18 mai 2012 au 20 mai 2012         | Tachkent         | Massues                                | Alexandra Merkulova | Aliya Garayeva      | Neta Rivkin        |
| 18 mai 2012 au 20 mai 2012         | Tachkent         | Ruban                                  | Liubou Charkashyna  | Anna Alyabyeva      | Neta Rivkin        |
| 18 mai 2012 au 20 mai 2012         | Tachkent         | Concours général individuel            | Alexandra Merkulova | Neta Rivkin         | Anna Alyabyeva     |
| 18 mai 2012 au 20 mai 2012         | Tachkent         | 5 ballons                              | Russie              | Biélorussie         | Israël             |
| 18 mai 2012 au 20 mai 2012         | Tachkent         | 3 rubans + 2 cerceaux                  | Russie              | Biélorussie         | Israël             |
| 18 mai 2012 au 20 mai 2012         | Tachkent         | Concours général en groupes            | Biélorussie         | Russie              | Israël             |
| 13 juillet 2012 au 15 juillet 2012 | Minsk            | Cerceau                                | Daria Dmitrieva     | Alexandra Merkulova | Melitina Staniouta |
| 13 juillet 2012 au 15 juillet 2012 | Minsk            | Ballon                                 | Evgeniya Kanaeva    | Daria Dmitrieva     | Liubou Charkashyna |
| 13 juillet 2012 au 15 juillet 2012 | Minsk            | Massues                                | Evgeniya Kanaeva    | Alexandra Merkulova | Liubou Charkashyna |
| 13 juillet 2012 au 15 juillet 2012 | Minsk            | Ruban                                  | Evgeniya Kanaeva    | Daria Dmitrieva     | Melitina Staniouta |
| 13 juillet 2012 au 15 juillet 2012 | Minsk            | Concours général individuel            | Evgeniya Kanaeva    | Daria Dmitrieva     | Liubou Charkashyna |
| 13 juillet 2012 au 15 juillet 2012 | Minsk            | 5 ballons                              | Russie              | Biélorussie         | Italie             |
| 13 juillet 2012 au 15 juillet 2012 | Minsk            | 3 rubans + 2 cerceaux                  | Russie              | Biélorussie         | Italie             |
| 13 juillet 2012 au 15 juillet 2012 | Minsk            | Concours général en groupes individuel | Russie              | Biélorussie         | Espagne            |